# Teucholabis sentosa
Teucholabis sentosa är en tvåvingeart som beskrevs av Alexander 1969. Teucholabis sentosa ingår i släktet Teucholabis och familjen småharkrankar. Inga underarter finns listade i Catalogue of Life.